# Sülfeld
Sülfeld là một đô thị ở huyện Segeberg, bang Schleswig-Holstein Segeberg, ở bang Schleswig-Holstein, Đức. Đô thị Sülfeld có diện tích 26,05 km², dân số thời điểm ngày 31 tháng 12 năm 2006 là 3345 người.